# Karosse (Kleidung)
Die Karosse (Carosse, Kaross) ist ein deckenartiger Pelzumhang einiger Volksstämme im südlichen Afrika. Das dort bei der ursprünglichen Bevölkerung ehemals allgemein verbreitete Kleidungsstück wurde üblicherweise mit der Haarseite zum Körper getragen.
Ein Lobgesang der Lozi enthält die Zeile „...wie eine Nadel die Felle zusammennäht um eine Karosse zu machen, so vereinigt der Häuptling viele Menschen.“

## Verbreitung
Im südlichen Afrika kann es, trotz des teils tropischen Klimas, im Winter empfindlich kalt werden, insbesondere nachts. Die meist einfach deckenförmige Karosse schützte hier die indigenen Anwohner vor der Kälte. Beschrieben wird ihr Gebrauch unter anderem für die dort ansässigen Stämme der Khoikhoi, der San, der Xhosa, der Basotho, der Batswana, der Zulu und der Lozi.

## Gebrauch

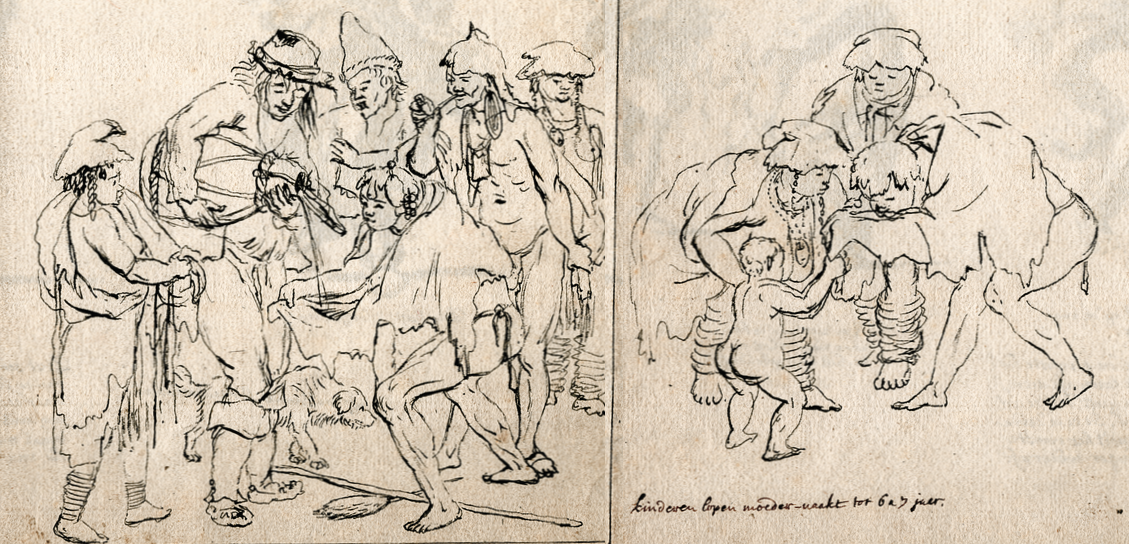
Karosse, benutzt als Trinkbehälter bei den Khoikhoi (vor 1714)

Das Pelzbekleidungsstück wurde naturgemäß vor allem bei kalter Witterung verwendet und zusätzlich als Bettunterlage und Zudecke benutzt. Es wurde mit dem Haarschlag nach unten getragen, bei der alltäglichen Arbeit oder beim Tanz wurde es abgelegt. War die Karosse aus mehreren Fellen gearbeitet, wurde die obere Kante meist soweit umgeschlagen, dass die Kopfteile der Felle als eine Art Kragen auf den Schultern auflagen. Zusammengehalten wurde die Karosse vorn am Hals, nach unten fiel sie meist auseinander und ließ damit einen Großteil des vorderen Körpers unbedeckt. Bei geringeren Temperaturen wickelte sich der Träger jedoch darin ein und umhüllte damit zumindest den ganzen Oberkörper. Manche Karossen hatten etwa 60 Zentimeter unterhalb der oberen Ecken kleine Zugaben, etwa 30 Zentimeter lang und 20 Zentimeter breit, die bei Kälte als eine Art Handschuh benutzt werden konnten.
Von den Betschuanas hieß es 1834, ihre restliche Kleidung war meist spärlich, und dass ihre Tracht „kaum schicklich genannt werden“ konnte: „…sie trugen eine lange und schmale aus kleinen Schnüren gemachte Schürze, welche sie weit unter der Lendengegend befestigen; ihr Rücken ist mit einem Schaffell bedeckt. Wenn es sehr kalt ist, legen sie eine Ochsenhaut oder das Fell irgend eines andern Thieres um, welche Kleidung Karosse genannt wird, also bleiben Brust und Bauch entblößt“.
Die dem Mädchenalter entwachsenen Frauen der Khoikhoi trugen längere Lendenschurze, die Karosse wurde immer durch eine Kappe ergänzt, meist aus Leder. Alle drei Kleidungsstücke waren in der gleichen Art zubereitet. Die Damen parfümierten sich mit Buchu, dem streng riechenden Extrakt verschiedener Gewächse. Das Haar und die Karossen der Khoikhois sollen so sehr damit eingepudert gewesen sein, dass, wenn mehrere Damen sich dort aufhielten, „kein Europäer in den Hütten atmen konnte“. Bei den Makololo, einem Stamm der später in dem der Lozi aufging, schmückten die Frauen ihre Karosse „mit so vielen Verzierungen, wie sich leisten konnten“. Eine Schwester des Großen Häuptlings Sebituane trug insgesamt so viel Schmuck, dass er „eine Last für einen gewöhnlichen Mann“ gewesen wäre. Auch die Karossen der Bamangwato-Frauen waren reichlich mit einfachen, aus Glasperlen und Riemchen verfertigten Zierraten geschmückt.
Wildlebende Pelztiere lieferten teils Material für Karossen höhergestellter Stammesangehörige, insbesondere Löwen und Leoparden, die dann allerdings nur zu zeremoniellen Anlässen umgelegt wurden. Die Oberhäupter der Matelhapee (Provinz Nordkap, Republik Südafrika) trugen alle eine Karosse, entweder war sie nur aus gegerbter Kuhhaut, oder aber aus Leopardenfell oder Wildkatzenfell, entsprechend ihrem jeweiligen Rang oder Wohlstand.
Von der Krankenheilung bei den Betschuanas berichtete Emil Holub (1847–1902), der neben anderen ethnographischen Gegenständen auch Karossen sammelte: „Ein oft verordnetes Heilmittel sind schweißtreibende Vegetabilien und dies, wie das Schröpfen um locale, so jenes um innere, im ganzen Körper oder über größere Partien desselben verbreitete Schmerzen (Typhus, Dysenterie etc.) zu beseitigen, dabei wird der Kranke verhalten, sich in seine beste Carosse oder in eine gekaufte Wolldecke zu hüllen, und nachdem das Mittel seine Schuldigkeit gethan, erscheint der Doctor, um die Carosse oder die Decke mit dem Schweiße, dem transpirirten Krankheitstoffe »einzugraben«, d. h. sie in Besitz zu nehmen, während der Kranke froh ist, den Grund seines Uebels aus dem Hause entfernt zu wissen. Der Patient würde es nie wagen, dieselbe zurückzufordern, sollte er auch nach seiner Genesung die Frau Doctorin mit seinem Schakalmantel in den Straßen des Dorfes herumstolziren sehen“. Starb ein Khoikhoi, so wickelte man seinen Körper in eine alte Karosse und begrub ihn darin.
Nach und nach begannen die Ureinwohner die Sitten der Einwanderer zu übernehmen. nicht nur Pfeil und Bogen wurden durch Gewehre ersetzt, sondern auch die Karosse durch Wolldecken. Der Forschungsreisende Karl Johan Andersson besuchte Mitte des 19. Jahrhunderts in Batoana, der Hauptstadt von Lechoètébè, das dortige Stammesoberhaupt. Bei der Ankunft trug der Chef eine üppige Hose aus Maulwurffell und über den Schultern „eine anmutige und sehr schöne Schakalkarosse“, die dieser jedoch damals bereits sofort gegen eine Weste und ein Jackett auswechselte.

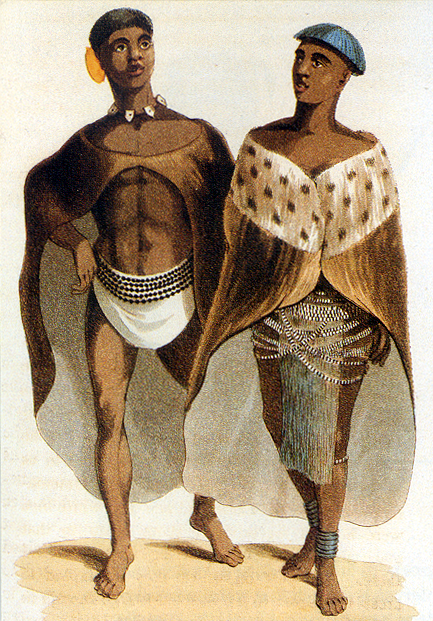
Ein Oberhaupt der Tlhaping und seine Frau, die Karossen mit dem Haar nach außen getragen (ungefähr um 1813 oder um 1821)
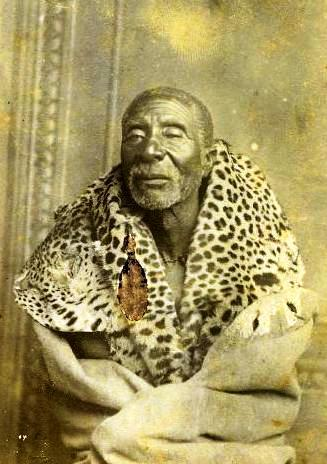
Oberhaupt der  Gcaleka-Xhosa mit Leopardenkarosse (1890)
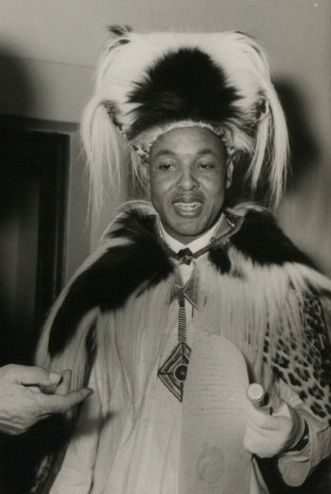
Karosse und Kopfbedeckung aus Guereza- und Leopardenfell (Tansania, 1957)
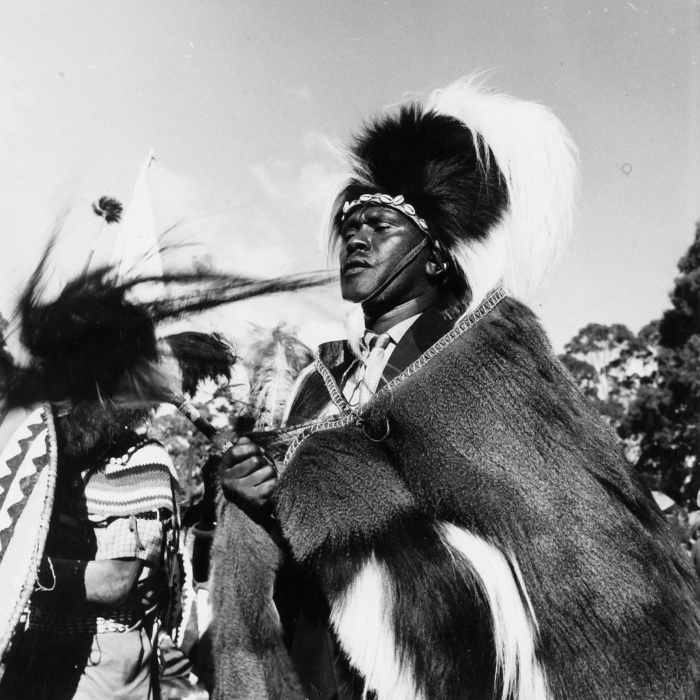
Luo-Tänzer mit Karosse aus Guerezafell (1968)

## Herstellung
Mit der Haarseite nach unten wurden die abgezogenen Felle mit Pflöcken auf dem Boden ausgespannt und getrocknet. Die Batswana-Frauen sorgten für die Zubereitung der Felle, „Schreien“ genannt, wohl nach dem Geräusch, das bei dem Weichreiben der Felle entsteht. Von den Frauen vorbereitet, wurden sie von den Männern zu „wunderschönen Karossen“ genäht. Große Kuhhäute wurden dagegen im manchen Gegenden von mehreren Männern bei einer Art Fest zum Weichmachen mit Butter oder einem anderen Fett durchgewalkt und gestreckt, während sie im Kreis darum herumsaßen und Lieder sangen.
Der Gebrauch, anstelle der einfach herzustellenden Karossen aus Rinderhäuten kleine Felle zu nehmen, dürfte weitgehend den Europäern geschuldet sein, die diese als wertvoller und als angenehmer erachteten und deshalb auch besser bezahlten. Bei den Ureinwohnern selbst galten die aus Großraubtieren gearbeiteten Umhänge als am wertvollsten. Eine Karosse, die sich der Südafrikareisende Wood hatte von einem Betschuana anfertigen lassen, bestand aus 36 Mangustenfellen, die Unterart hier allerdings als „Meerkatze“ bezeichnet, „so sauber genäht, als wenn sie ein Kürschner gemacht hätte“. Eines der Felle hatte fünf Löcher, zwei davon waren von beträchtlicher Größe. Mit großem Geschick hatte der  Xhosa-Kürschner aus einer anderen Fellart runde Stücke eingesetzt, so dass bei Ansicht der Fellseite niemand vermutet hätte, dass es sich um ein beschädigtes Fell handelte. Die Sorgfalt in der Angleichung der Farben war bemerkenswert und es bedurfte sicherlich die Auswahl aus etlichen Fellen, um den richtigen Farbton zu treffen. Wood merkte außerdem an, dass der Pelz wunderbar leicht und komfortabel war und niemand hätte meinen können, dass er trotzdem so warm hält. Obwohl jeder Xhosa über einiges Wissen über die Zubereitung der Felle und die Anfertigung einer Karosse verfügte, gab es doch einige, die sie in ihren Fähigkeiten weit übertrafen. Es war auf den ersten Blick festzustellen, ob die Karosse von einem gewöhnlichen Xhosa, oder aber von einem, üblicherweise als „Karossemacher“ bezeichneten, angefertigt worden war.
Der qualifizierte Karossemacher benutzte zum Nähen eine große, öhrenlose Nadel und als Garn eine Sehne. Er bohrte mit der Nadel vorab entlang der Nähkante Stück für Stück jeweils wenige Löcher vor, durch die er den Sehnenfaden fest anzog. Die Naht entsprach in etwa einem Nähmaschinen-Steppstich und löste sich auch nicht, wenn sie an einer Stelle durchschnitten wurde. Er achtete darauf, dass die Haare nicht mit eingenäht wurden, die fertige Naht wurde flach gerieben, so dass es aussah, wie aus einem Fell genäht. Auch das Sortieren und die Anordnung der Felle entsprach den Ansprüchen, die ein europäischer Kürschner an seine Arbeit gestellt hätte. Die Nähte der nicht von den Spezialisten gearbeiteten Karossen unterschieden sich deutlich, sie waren hart, steif und grob und in einer Überwendlichnaht ausgeführt. Ein schmales, aber sehr haltbaren Band aus Leder (üblicherweise Antilope) hielt die Karosse zusammen. Damit war auch die obere Kante eingefasst, um sie vor dem Einreißen zu schützen.

## Handel
Für die Angehörigen der Batswana (Nordkap und Botswana) war die Karosse das typische Bekleidungsstück. Sie verkauften sie auch an die Händler der Kapkolonie, die sie hoch bewerteten. Aber auch für andere südafrikanische Völker waren Karossen eine bedeutende Einnahmequelle, in  Potchefstroom, einer Stadt im historischen Transvaal, gehörten sie mit zu den wichtigsten Handelsartikeln.
Von den Betschuana wurden Karossen verfertigt und dem Könige verehrt oder an die in Moschaneng wohnenden Händler verkauft, das heißt, gegen Waren ausgetauscht. Von diesen wurden sie wieder nach Süden gesendet und hier als Bett- oder Sofadecken, oder als Zimmerschmuck, feilgeboten. Für eine Karakalkarosse von zehn Fellen, die in Süd-Afrika als Roikat-Karossen bekannt waren, erhielt der Eingeborene Waren im Wert von 3  englischen Pfund. Dafür bekam er in Moschaneng zum Beispiel folgende Gegenstände: 1. Zwei Wolldecken und eine Hose; 2. einen Rock, eine Baumwolldecke, sechs farbige Tücher, oder 3. zehn Pfund Schießpulver. Beim Wiederverkauf verlangte der Händler 4 Pfund in barem Geld, in der Kolonie 4 bis 10 Pfund, oder 5 Pfund in Waren. Eine aus vier Leopardenfellen gearbeitete Karosse wurde mit einer Muskete, zwei Sack Schießpulver, 10 bis 15 Pfund Blei, einer Dose Zündhütchen und einem kleinen Geschenk als Zugabe bezahlt und in Moschaneng für 9 Pfund, in der Kolonie für 10 bis 13 Pfund in Barem feilgeboten. Als durch das Waffen-Einfuhrsverbot die Gewehre als Handelsware entfielen, betrug der Kaufpreis einen Anzug, zwei Wolldecken, ein Paar Stiefel und ein großes Frauentuch, oder mit der Zugabe eines Schafes zu der Karosse, einen Pflug. Der Berliner Pelzhändler Emil Brass erwähnte 1911, dass Karossen aus Leopardenfell bereits im Lande begehrt und viel zu hoch im Preis waren, als dass sie für den Export infrage gekommen wären. Eine Karosse aus Silberschakalfellen (Canis mesomelas), gewöhnlich aus 14 Fellen gearbeitet, hatte in Moschaneng einen Wert von 4 bis 10 Pfund, eine aus 30 Klippdachsfellen 3 bis 10 Pfund, eine Karosse aus den Fellen der gewöhnlichen bläulich-grauen Wildkatze 3 bis 10 Pfund, eine aus 16 Erdwolffellen 4 Pfund, eine aus 6 Tharifellen („ein südlicher Luchs, von den Eingeborenen Thari genannt“) 8 Pfund und eine aus 32 Genettefellen einen Wert von 4 bis 10 Pfund. Die am schönsten anzusehenden Karossen waren die Silberschakal-Decken, die schönsten Felle lieferten die Batlapinenländer und der südlich vom Molapo liegende Teil der von den Barolongen bewohnten Landstriche.

## Fellarten
Erwartungsgemäß waren die Karossen hauptsächlich aus Fellen der in der Gegend vorkommenden Pelztiere gefertigt. Auch wurden für den täglichen Gebrauch möglichst großflächige, wenig Näharbeit benötigende Felle bevorzugt, das waren vor allem Rindshäute. Die Bakalahari werden traditionell als die ältesten der Batswana-Stämme bezeichnet, sie sollen, bevor sie in die Wüste vertrieben wurden, riesige Herden  großer gehörnten Rinder besessen haben. Die Batswana beispielsweise sind heute noch bedeutende Rinderzüchter. Auch die Karossen der Khoikhoi waren meist aus Rindshäuten gearbeitet. Weitere dort als Nutztiere gehaltene Felllieferanten sind vor allem Ziegen und auch Schafe. Kleinere Felle werden auch für Lendenschurze verwendet, bevorzugt Antilopenfelle oder Ziegenfelle, am denen nur an den Extremitäten die Haare belassen werden. Die Khoikhoi bezeichneten den vorderen Schurz früher als „Schakal“, da er, nach einer Schilderung aus dem Jahr 1877, üblicherweise aus einem Schakalfell bestand. Die holländischen Siedler nannten die beiden Schurze auch „vordere Kaross“ und „hintere Kaross“.
Die Bakalahari, die neben dem Eigenbedarf einen erheblichen Handel mit selbstgefertigten Karossen betrieben, fertigten sie um 1872 aus Ziegenfell, Antilopenfell und aus den wärmsten der dort vorkommenden Felle, dem Fell des Wüstenfuchses, dem Fennek. Nicht alle Felle der erlegten Tiere wurden zu Kleidung für den Eigenbedarf gefertigt, auch wurden nicht alle verarbeitet, ein Teil wurde unverarbeitet an Händler verkauft. Von dem Kamafuchs oder Kapfuchs schrieb Brass 1911, dass nur selten seine Felle aus damals Deutsch-Südwestafrika (Namibia) in den Handel kamen, jedoch «öfters aber die von den Eingeborenen aus den Fellen dieses Fuchses angefertigten „Karosse“». Weiter fielen Felle des Goldwolfs an, des Goldschakals und des Schabrackenschakals, die eine sehr gut aussehende, wertige Karosse ergaben. Im Wert folgen die Felle der Schwarzfußkatze und anderer gefleckter Katzen und des Karakals. Karakalfelle wurden zu sehr gesuchten Karossen verarbeitet, doch da es zu lange dauerte, bis ein Betschuana so viele Felle erwarb, um eine ordentliche Karosse verfertigen zu können, kamen nur kleine, acht bis zehn Felle enthaltende Roikat-Karossen in den Handel.
Außerdem wurden die Felle weiterer kleiner Pelztiere genutzt, sowie eine große Anzahl von Duckerfellen, Felle der 'puruhuru' (Syrischer? „Steinbock“), daneben Löwenfelle, Leopardenfelle und Hyänenfelle. Die Bakwains kauften Tabak von den östlichen Stämmen, erwarben dann Häute von den Bakalahari, bräunten sie und nähten sie zu Karossen. David Livingstone berichtete, dass in der Zeit, in der er sich im Betschuanaland aufhielt, dort zwanzig- bis dreißigtausend Felle zu Karossen verarbeitet wurden. Bei den Batlapinen sah Holub, dass in der königliche Hütte ringsum an den Wänden Karossen aus Fellen des Erdwolfes, des grauen Fuchses, des Schabrackenschakals und der schwarzgefleckten Genetta hingen. Auch fertigten sie Karossen aus Hartebeestfellen (Kuhantilopen). Von den Bamanaquato, nach Holub ein Volk im nördlichen Teil des zentralen Südafrikas, schrieb er, dass sie ihre kleinen Karossen aus Hartebeestfell zum Nationalmäntelchen erwählt hatten.